# Флетчер, Реджинальд
Ре́джинальд То́мас Ге́рберт Фле́тчер, 1-й барон Уинстер (англ. Reginald Thomas Herbert Fletcher, 27 марта 1885 — 7 июня 1961, Акфилд) — британский политик, член Либеральной, позже — Лейбористской партий. Министр гражданской авиации в правительстве Клемента Эттли в период между 1945 и 1946 годами, губернатор Кипра в период с 1946  по 1949 года.

## Политическая карьера
После окончания Первой мировой войны офицер Военно-морского флота Реджинальд Флетчер занялся политической деятельностью. В 1923 году он был избран в парламент от Либеральной партии по округу Бейсингстоук, получив 348 голосов, но потерял это место в 1924 году. В 1935 году он был избран в парламент от Лейбористской партии по округу Нунеатон. В 1942 году Флетчер получил пэрство Соединённого королевства с титулом барон Уинстер и стал тайным советником его Величества в 1945 году. С 1945 по 1946 год он занимал должность министра гражданской авиации в правительстве Клемента Эттли. В 1946 году Флетчер был назначен на должность губернатора Кипра, которую он занимал до 1949 года. В 1948 году стал рыцарем-командором Орден Святого Михаила и Святого Георгия и рыцарем ордена Святого Иоана Иерусалимского.

## Личная жизнь
Лорд Уинстер умер в 1961 году в возрасте 76 лет в сельском округе Акфилд (графство Сассекс). Пэрство было утрачено ввиду отсутствия наследников.